# ديه كوش
ديه كوش (بالإنجليزية: Des Koch)‏ هو منافس ألعاب قوى أمريكي، ولد في 10 مايو 1932 في مقاطعة لينكولن في الولايات المتحدة، وتوفي في 26 يناير 1991 في لوس أنجلوس في الولايات المتحدة.

## وصلات خارجية
- ديه كوش على موقع اللجنة الأولمبية الدولية (الإنجليزية)
- ديه كوش على موقع أوليمبيديا (الإنجليزية)